# Contea di Lincoln (Kansas)
La contea di Lincoln in inglese Lincoln County è una contea dello Stato del Kansas, negli Stati Uniti. La popolazione al censimento del 2000 era di 3 578 abitanti. Il capoluogo di contea è Lincoln Center